# Chaumont-Gistoux
Chaumont-Gistoux (in vallone Tchåmont-Djistou) è un comune belga di 11 043 abitanti, situato nella provincia vallona del Brabante Vallone.